# Heliosia panochra
Heliosia panochra är en fjärilsart som beskrevs av Turner 1940. Heliosia panochra ingår i släktet Heliosia och familjen björnspinnare. Inga underarter finns listade i Catalogue of Life.